# Генералов, Николай Алексеевич
Николай Алексеевич Генералов (27 июня 1933, Московская область — 12 июня 2006, Москва) — советский и российский учёный в области физики, механики, член-корреспондент АН СССР (1987), доктор физико-математических наук, профессор.

## Биография
В 1958 году окончил физический факультет МГУ.
В сфере его научных интересов были механика и физика неравновесных состояний газовой среды и газового разряда. Занимался исследованием воздействия мощного лазерного излучения на молекулярные и атомарные газы, плазму, полупроводники и металлы, выяснял влияние тлеющего разряда на турбулентность и воздействие турбулентности на устойчивость самого разряда.
Открыл и изучил эффект нелинейного поглощения и «просветления» в газах и плазме под действием мощных лазерных импульсов и развил теорию этих явлений.
При его участии был экспериментально получен и исследован непрерывный оптический разряд.
Внёс вклад в разработку научных основ мощных газовых технологических лазеров с предионизацией безэлектродными высоковольтными импульсами. На этой базе была создана серия уникальных технологических лазерных установок «Лантан» с несамостоятельным тлеющим разрядом, которые серийно выпускались российской промышленностью.
Автор около сотни научных статей, монографий и изобретений в области механики, физики газового разряда и квантовой электроники.
В 1999 году «за открытие и исследование явления лазерного горения и непрерывного оптического разряда» получил Государственную премию России в области науки и техники.
Преподавал в МФТИ, заведовал кафедрой. Член КПСС в 1971—1991.
Похоронен на Головинском кладбище (3 уч.).